# Océano (álbum de Danna Paola)
Océano es el segundo álbum de estudio de la cantante mexicana Danna Paola. Incluye dos nuevas versiones de las canciones «Azul como el cielo» y «Caminos de luz», anteriormente grabadas por Paola en dueto con Tatiana, respectivamente para las bandas sonoras Amy, la niña de la mochila azul vol. 1 y vol. 2 lanzadas en 2004.
Para la promoción del álbum, Paola realizó una gira por Estados Unidos y Puerto Rico titulada «El Mundo Mágico De Danna Paola», con gran recepción.

## Lista de canciones
1. Bla, bla, bla
2. Marioneta
3. Caminos de luz
4. Dame la luna
5. Señor reloj
6. Azul como el cielo
7. Criaturas japonesas
8. Príncipe azul
9. Mi mamá me va a castigar
10. Un paso atrás

## Posicionamiento en listas
| Año  | Listas           | Posición |
| ---- | ---------------- | -------- |
| 2005 | Latin Pop Albums | 13       |
| 2005 | Top Latin Albums | 46       |